# سانی جانسن
سانی سو جانسن (انگلیسی: Sunny Sue Johnson), (۲۱ سپتامبر ۱۹۵۳ – ۱۹ ژوئن ۱۹۸۴) هنرپیشه، بازیگر تلویزیون، و بازیگر سینما اهل ایالات متحده آمریکا بود. وی بین سال‌های ۱۹۷۷ تا ۱۹۸۴ میلادی فعالیت می‌کرد.

## زندگی حرفه‌ای
اولین حضور او در مجموعه تلویزیونی باره‌تا بود. او همچنین در قسمتی از سریال فرشتگان چارلی نقش‌آفرینی کرد. از فیلم‌های سینمایی که وی در آن نقش داشته‌است می‌توان به فلش‌دنس و خانه حیوانات اشاره کرد.

## مرگ
در شب ۱۸ ژوئن ۱۹۸۴ وی به صورت غیر هوشیار در خانه‌اش پیدا شد و پس از انتقال به مرکز پزشکی رونالد ریگان تا ۱۹ ژوئن به کمک تجهیزات پزشکی زنده ماند و پس از قطع امید پزشکان با موافقت خانواده‌اش دستگاه تنفسی از وی جدا شد. وی دچار پارگی رگ در ناحیه مغز شده بود. سانی جانسن در هنگام مرگ ۳۰ سال سن داشت.